# Saint-Paterne-Racan
Saint-Paterne-Racan is een gemeente in het Franse departement Indre-et-Loire (regio Centre-Val de Loire) en telt 1647 inwoners (2019). De plaats maakt deel uit van het arrondissement Tours.
In de gemeente staat de ruïne van de cisterciënzer Abdij Notre Dame de la Clarté Dieu, gesticht in 1239 en vernield na de Franse Revolutie.

## Geografie
De oppervlakte van Saint-Paterne-Racan bedraagt 48,3 km², de bevolkingsdichtheid is 34 inwoners per km².

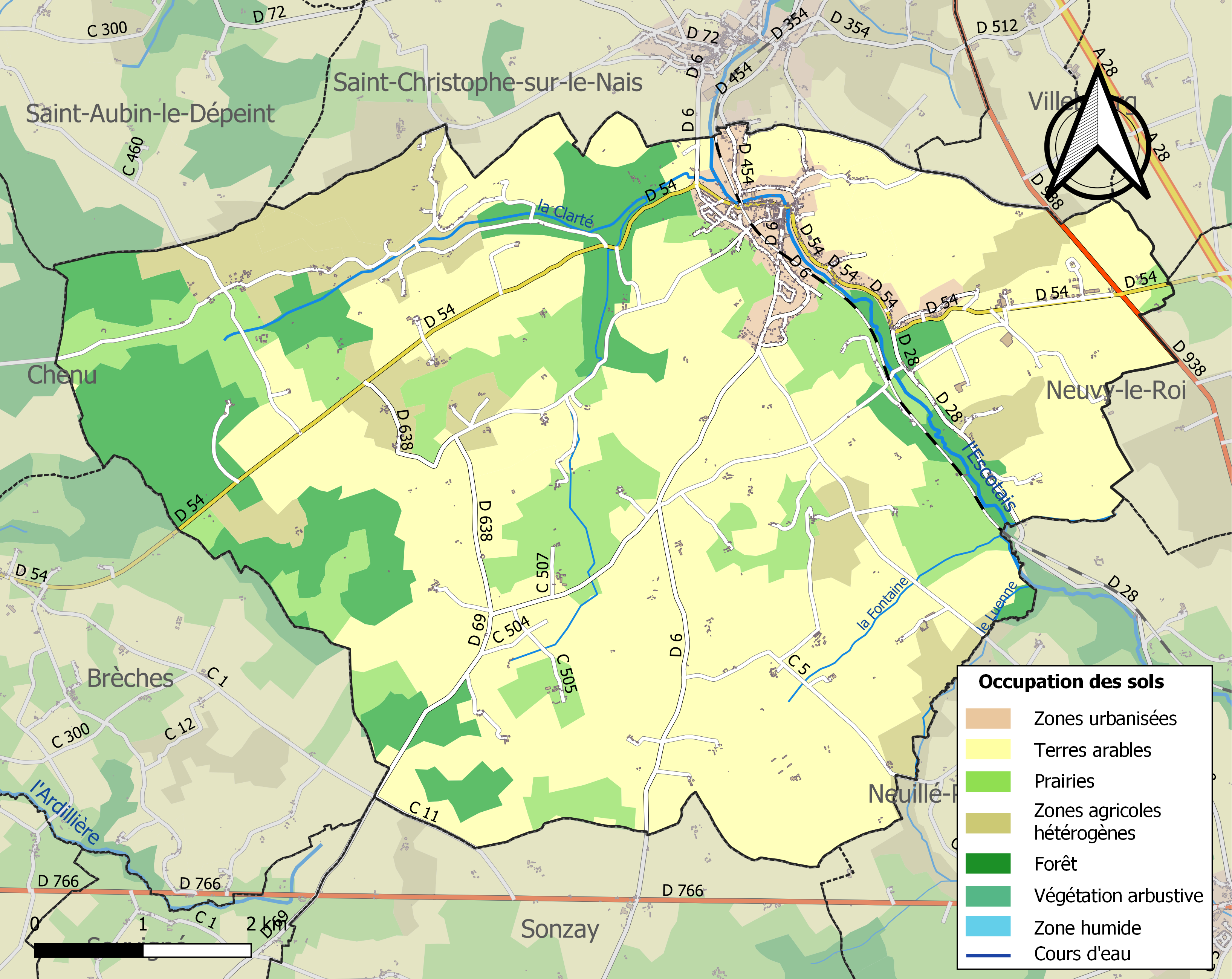
Kaart van de gemeente met de belangrijkste infrastructuur, bodemgebruik en omliggende gemeenten

## Demografie
Onderstaande figuur toont het verloop van het inwonertal (bron: INSEE-tellingen).